# Vindija
Vindija је хрватско прехрамбено предузеће са седиштем у Вараждину. Позната је по производњи млечних производа и пића.